# Hemirrhagus cervinus
Hemirrhagus cervinus är en spindelart som först beskrevs av Simon 1891.  Hemirrhagus cervinus ingår i släktet Hemirrhagus och familjen fågelspindlar. Inga underarter finns listade i Catalogue of Life.